# André Rougé
Pour les articles homonymes, voir Rougé.
André Rougé, né le 23 décembre 1961 à Paris, est un homme politique français, membre du Rassemblement national.

## Biographie

### Situation personnelle
Il étudie le droit à l'université Paris II-Assas.
Pendant les années suivantes, il est officier chef de section au 6e régiment de parachutistes d'infanterie de marine. Puis, jusqu'en 1986, il est journaliste-reporter. Il couvre notamment la rébellion sandiniste du Nicaragua auprès des Indiens Miskitos et du Comandante Cero, Edén Pastora.
Après avoir exercé des responsabilités de directeur des relations extérieures dans le groupe Bouygues Construction de 2002 à 2018,, il est consultant en entreprises.
André Rouget est marié et père d'un garçon. Son épouse Florence Goulet, fille du député et sénateur de l'Orne Daniel Goulet, est élue députée RN de la Meuse en 2022.

### Parcours politique

#### Parti des forces nouvelles
Durant ses études, il milite au Parti des forces nouvelles (PFN) ainsi qu'au Groupe Action Jeunesse, connu pour sa violence, avant de se rapprocher du groupe néofasciste Mouvement nationaliste révolutionnaire de Jean-Gilles Malliarakis. Il signe quelques piges dans Jeune Nation solidariste.

#### Rassemblement pour la République et Union pour un mouvement populaire
En 1986, il rencontre Alain Peyrefitte (RPR), avec qui il mène campagne (pour les législatives et régionales) en Seine-et-Marne. À l'issue, Alain Peyrefitte le recommande à Michel Debré, député RPR de La Réunion, qui le recrute comme attaché parlementaire.
Alain Juppé l'emploie ensuite au RPR comme spécialiste de l'outre-mer. C'est à ce titre qu'il rejoint le cabinet du ministre de l'outre-mer, Dominique Perben, dont il démissionne en décembre 1994 pour devenir le coordinateur de la campagne d'outre-Mer de Jacques Chirac, candidat à la Présidence de la République.
Par la suite, il est chef de cabinet du ministre de la Ville Éric Raoult, chargé de mission auprès de Jean-Louis Debré, ministre de l'Intérieur, et intègre, à la demande du cabinet du Premier ministre, celui de Jean-Jacques de Peretti à l'Outre-Mer.
Au cours de cette période, il est membre du conseil national du RPR.
Parallèlement à une activité professionnelle dans le secteur privé, André Rougé conserve des responsabilités politiques : délégué général à l'animation de l'Association des amis de Jacques Chirac, que préside Bernard Pons.
Aux élections municipales de 2001 à La Rochelle, il est candidat tête de liste du RPR qui arrive 3e.
À la création de l'UMP, il est nommé secrétaire national aux fédérations d'outre-mer du parti par Alain Juppé. En 2002, il crée le Réseau Richelieu regroupant tous les membres contractuels des cabinets ministériels, régulièrement reçus par les ministres en activité.
Il est évincé de ses responsabilités au sein de la formation politique lors de l'arrivée de Nicolas Sarkozy à sa tête.

#### Rassemblement national
Après les attentats de novembre 2015, persuadé que seule Marine Le Pen est déterminée à combattre, efficacement, le terrorisme islamiste, il crée Les Horaces,, collectif de hauts fonctionnaires, anciens membres de cabinets ministériels, chefs d'entreprise, qui se met au service de la présidente du Front national (FN),.
En 21e position sur la liste du RN conduite par Jordan Bardella aux élections européennes de 2019, il est élu député européen,. Il siège depuis en commission du développement régional (REGI) et a intégré la Délégation pour les relations avec la République fédérative du Brésil (D-Br) comme titulaire, et la Délégation pour les relations avec le Mercosur (DMer) comme suppléant.
Après le score réalisé par le RN en France des outre-mer lors de ces élections, Marine Le Pen le nomme délégué national à l'outre-mer du RN, poste qu'il occupe depuis juin 2019, tout en étant membre du bureau national du parti.
« Fin connaisseur de la vie politique ultramarine » selon Le Monde, il travaille sur le volet outre-mer des programmes de Marine Le Pen et de Jordan Bardella en vue de l'élection présidentielle de 2022. Selon Le Monde, il est un « homme de l’ombre de l’entourage de Marine Le Pen ». Il est pressenti comme probable ministre en cas de victoire du RN. 
Le Rassemblement national, avec un score de 31 %, envoie 30 députés au Parlement européen, parmi lesquels Rougé ne figure initialement pas. Cependant, en raison du décès de Nathaly Antona le 18 juin 2024, Rougé siège à nouveau au Parlement européen à compter du 16 juillet 2024.

#### Positionnement idéologique
Au sein du groupe Les Horaces, qui conseille Marine Le Pen, il combat l'influence qu'il juge néfaste de Florian Philippot sur le FN. 
Il se montre en 2019 très hostile à la liste de l'Union des démocrates musulmans français, alors candidate aux européennes, qu'il qualifie de « muzz ». Dans des échanges par mail avec d'autres membres des Horaces, il estime qu'« on ne discute pas avec ces gens-là, on les combat. Lorsque tu leur adresses la parole, tu les instruis ». Selon lui, « la symbolique civilisationnelle de la présence d'une telle liste dans notre pays nous renvoie à Houellebecq et à son roman Soumission. Ce genre de liste n'a pas sa place au pays de saint Louis, Jeanne d'Arc, Richelieu, Bonaparte et de Gaulle. […] Accepter son existence revient à leur accorder une forme de reconnaissance à laquelle ils n'ont, de mon point de vue très personnel, aucun droit. »
Il affirme que « si Marine Le Pen est élue [à la présidence], les étrangers n’auront aucun droit en France, si ce n'est l'urgence vitale. » D'après Libération, « sa vision du monde s'approche de la guerre civilisationnelle ».
Il se montre opposé au projet de co-gestion des îles Éparses, avec Madagascar, proposé par Emmanuel Macron.